# 卡拉喬傑維奇王朝

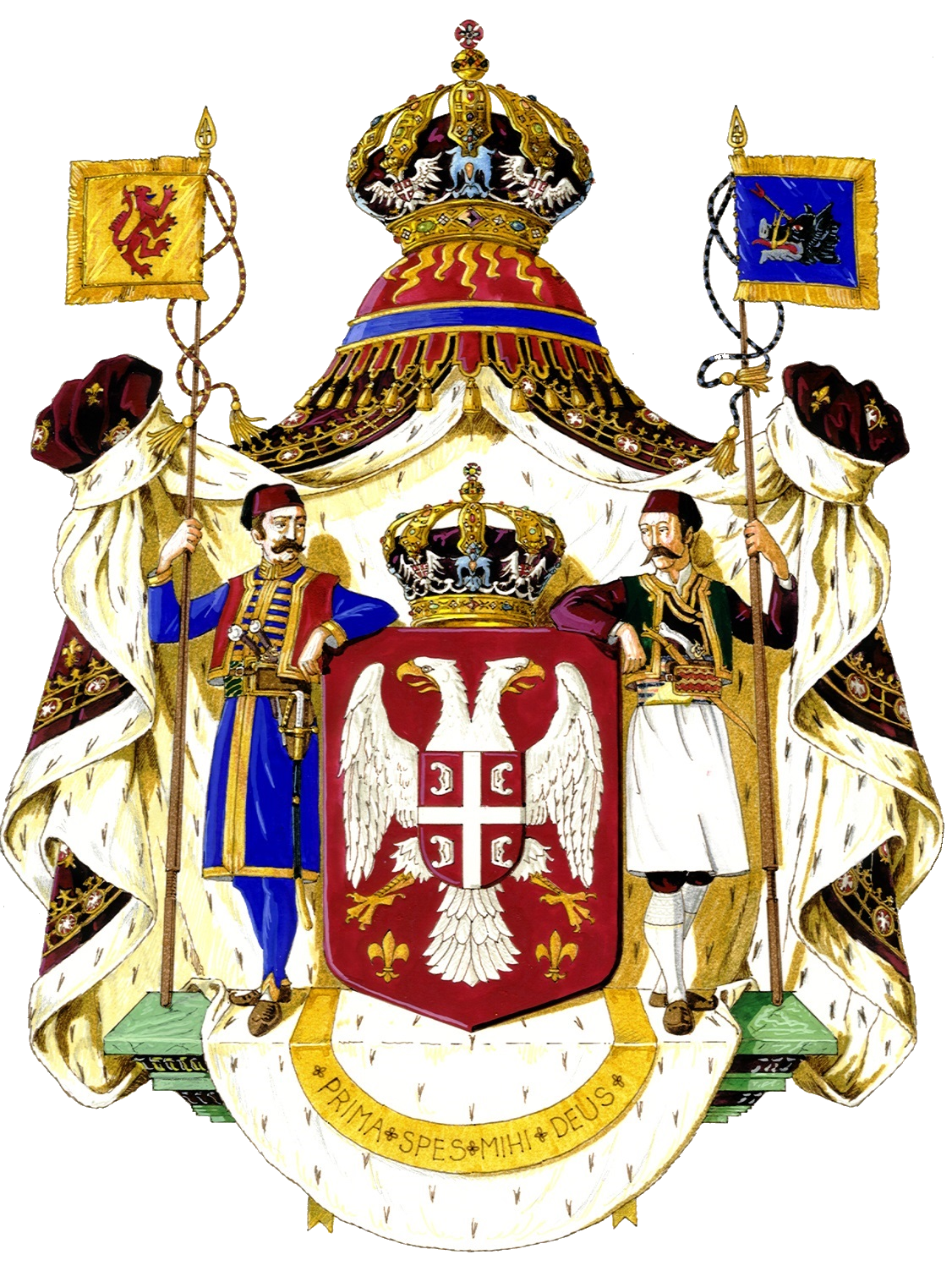
卡拉喬傑維奇王室徽章

卡拉喬傑維奇王朝是近代塞爾維亞王國、南斯拉夫王國的王室，源自卡拉喬傑的家系。卡拉喬傑維奇也譯為卡拉喬治維奇。

## 歷代君主

### 塞爾維亞公國
- 亞歷山大·卡拉喬傑維奇

卡拉喬傑之子，塞爾維亞大公。

### 塞爾維亞王國
- 彼得一世

亞歷山大·卡拉喬傑維奇之子，塞爾維亞國王。

### 塞爾維亞人、克羅埃西亞人和斯洛維尼亞人王國
- 彼得一世
- 亞歷山大一世

彼得一世之子，塞爾維亞人、克羅埃西亞人和斯洛維尼亞人王國國王。

### 南斯拉夫王國
- 亞歷山大一世

國名改稱南斯拉夫王國。
- 彼得二世

亞歷山大一世之子，南斯拉夫國王。
- 保羅親王

亞歷山大一世之堂弟，南斯拉夫王國攝政。

## 外部連結
- 卡拉喬傑維奇王室官網（页面存档备份，存于）